# طنین جنگل: داستان کریسمس
طنین جنگل: داستان کریسمس (به انگلیسی: Jingle Jangle: A Christmas Journey) فیلمی محصول سال ۲۰۲۰ و به کارگردانی دیوید ای تالبرت است. در این فیلم بازیگرانی همچون فارست ویتاکر، مادلن مایلز، کیگان-مایکل کی، هیو بونه‌ویل، آنیکا نونی رز، فیلیسیا رشاد، لیزا داوینا فیلیپ و ریکی مارتین ایفای نقش کرده‌اند.